# Hydroaéroport de Tallinn
L'hydro-aéroport (estonien : Lennusadam) est un Musée maritime situé à Tallinn en Estonie.
Il est une des composantes du musée maritime estonien,.

## Le musée

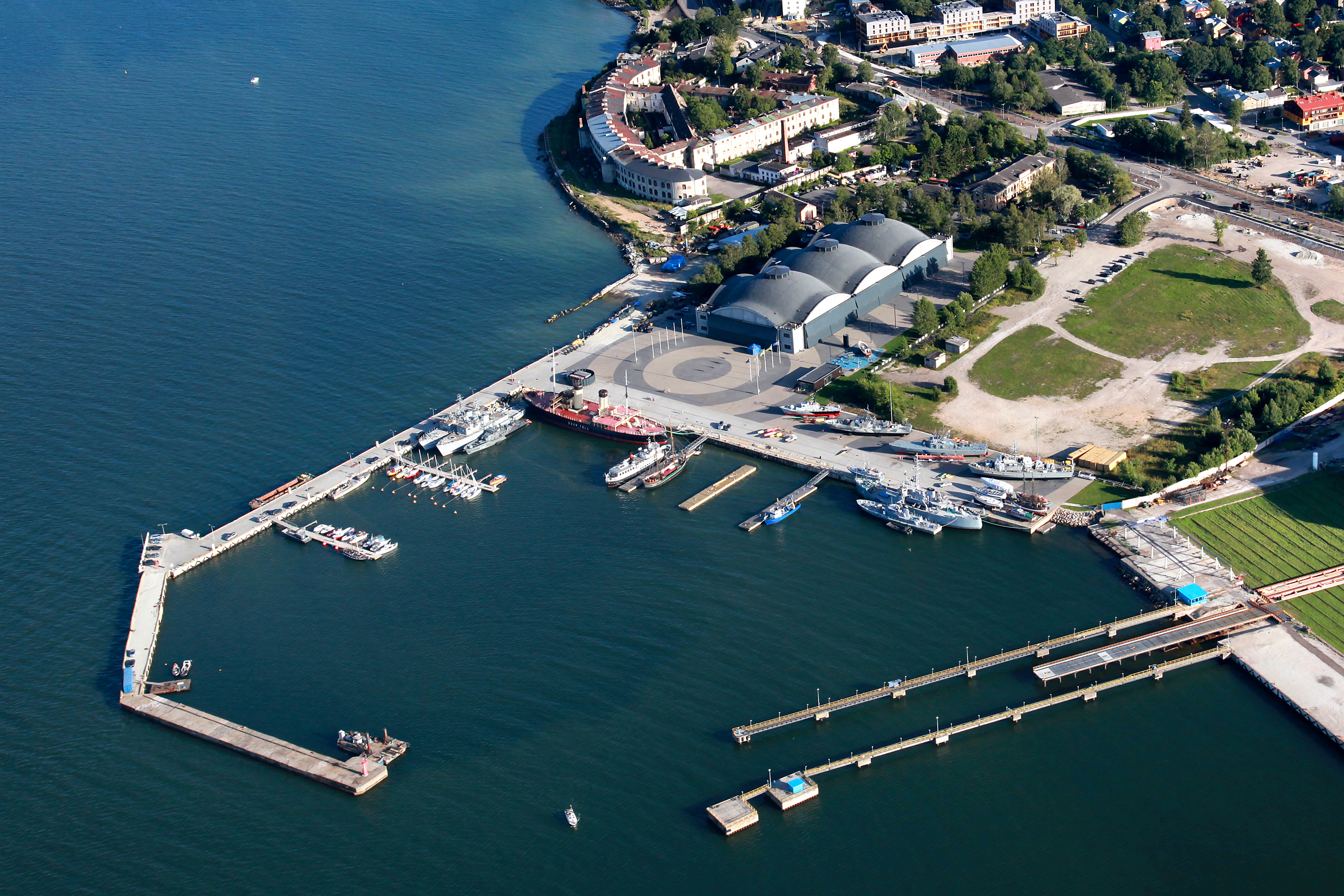
Les hangars du musée en 2015.

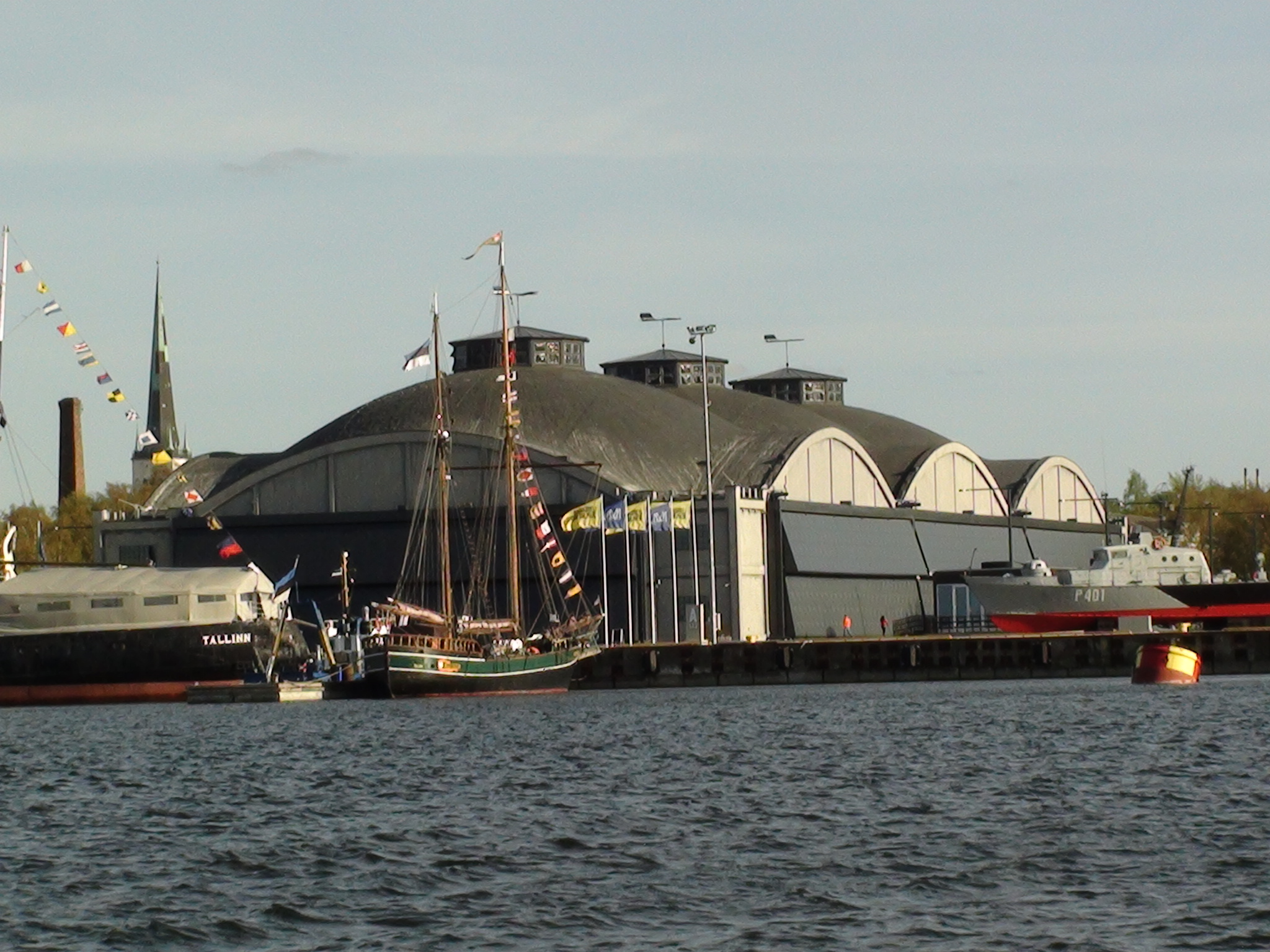
Les hangars du musée.

Le musée qui a ouvert au printemps 2012, est situé dans l'hydroaéroport de Tallinn dans un bâtiment construit à l'origine comme un hangar pour hydravions dans la zone de la forteresse navale de Pierre le Grand.
Le hangar est un monument architectural et historique d'importance internationale.
Le hall a une superficie de 8000 m².
La salle a été désaffectée pendant la période soviétique.
Sa rénovation, qui a commencé en 2010, a été financée à 70% par le fonds européen de développement régional et à 30% par l'État estonien.

## Expositions
L'attraction principale du musée est le sous-marin EML Lembit, datant de 1936, commandé par l'Estonie au Royaume-Uni, et qui a été rénové de nos jours pour retrouver son aspect d'origine des années 1930.
Le musée possède également un sous-marin jaune, qui peut être utilisé pour se familiariser avec le pilotage d'un sous-marin, et une réplique à grande échelle d'un hydravion Short Type 184 de la Première Guerre mondiale.
Aucun des hydravions d'origine n'a été conservé à ce jour.
L'épave du bateau en bois Maasilinn, datant du XVIe siècle, qui naviguait entre Saaremaa et l'Estonie continentale.
Le Suur Tõll naviguait vers la Finlande sous le nom de Wäinämöinen.
Il a été capturé par les Russes près d'Helsinki en 1918 et donné à l'Estonie par la Finlande en 1922 conformément au traité de Tartu.
Le PLV-109 Valvas, ex-USCGC Bittersweet (WLB-389) ancien baliseur de l'United States Coast Guard de 1944, donné à l'Estonie en 1994.
Une exposition spéciale illustre le contexte du naufrage de l'Estonia en 1994.
Les attractions du musée sont réparties sur trois niveaux: dans les airs, sur la mer et sous la mer.
Le musée présente l'histoire de l'ancien pays maritime qu'tait l'Estonie dans un langage visuel moderne.
Le musée a des sous-marins et des simulateurs de vol, et une piscine où les gens peuvent naviguer dans des navires miniatures et regarder des animaux aquatiques.

## Galerie intérieure

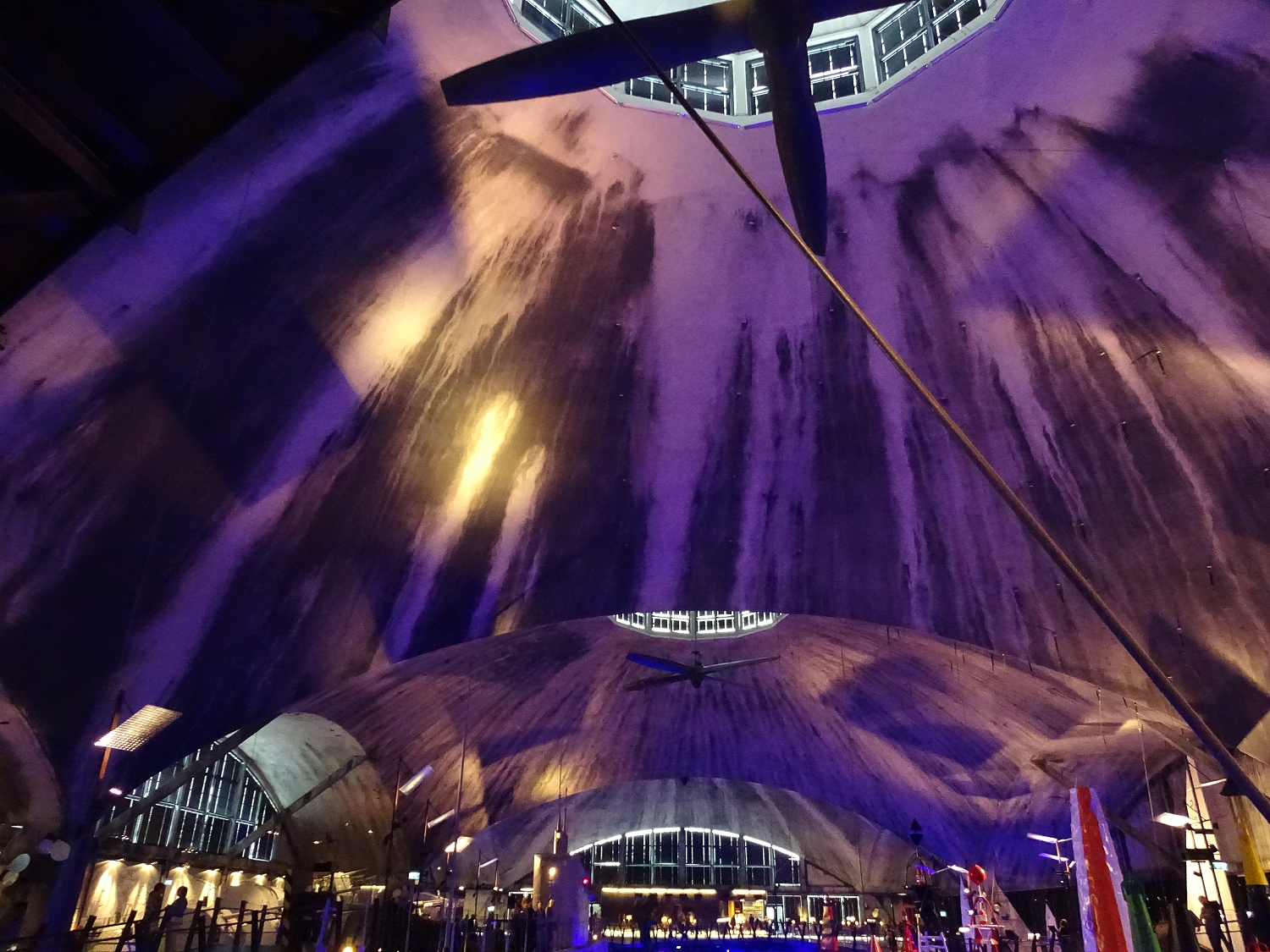
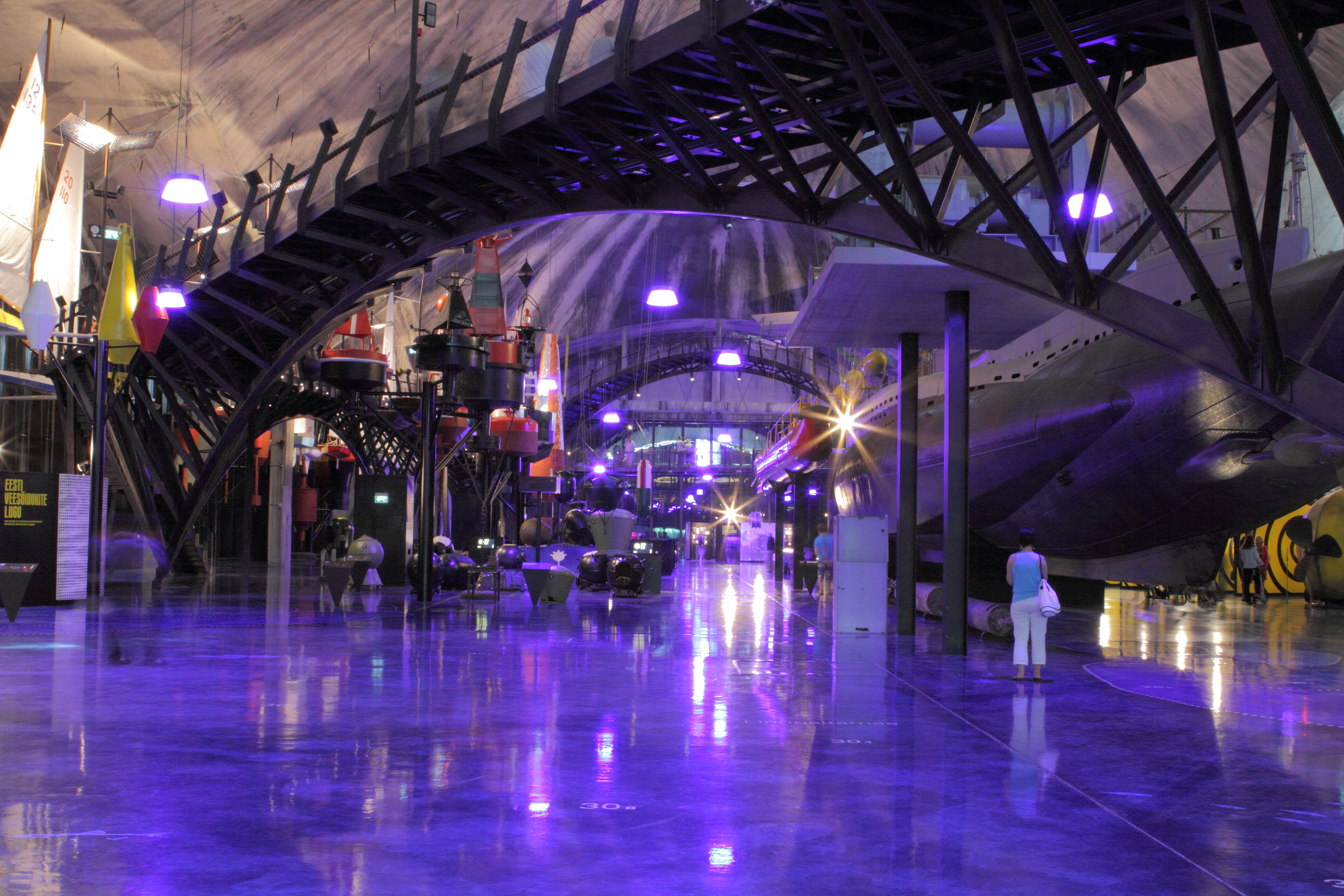
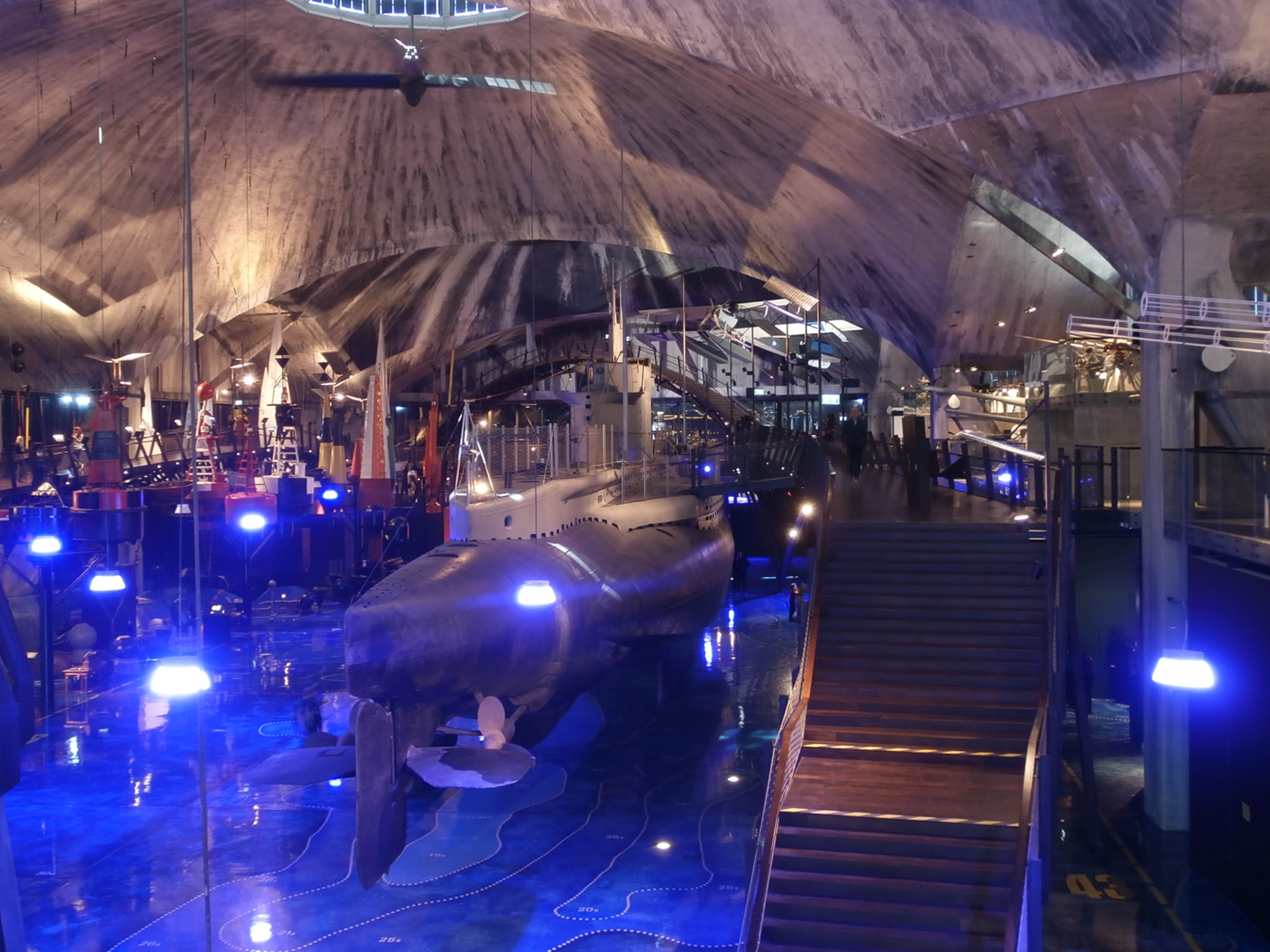
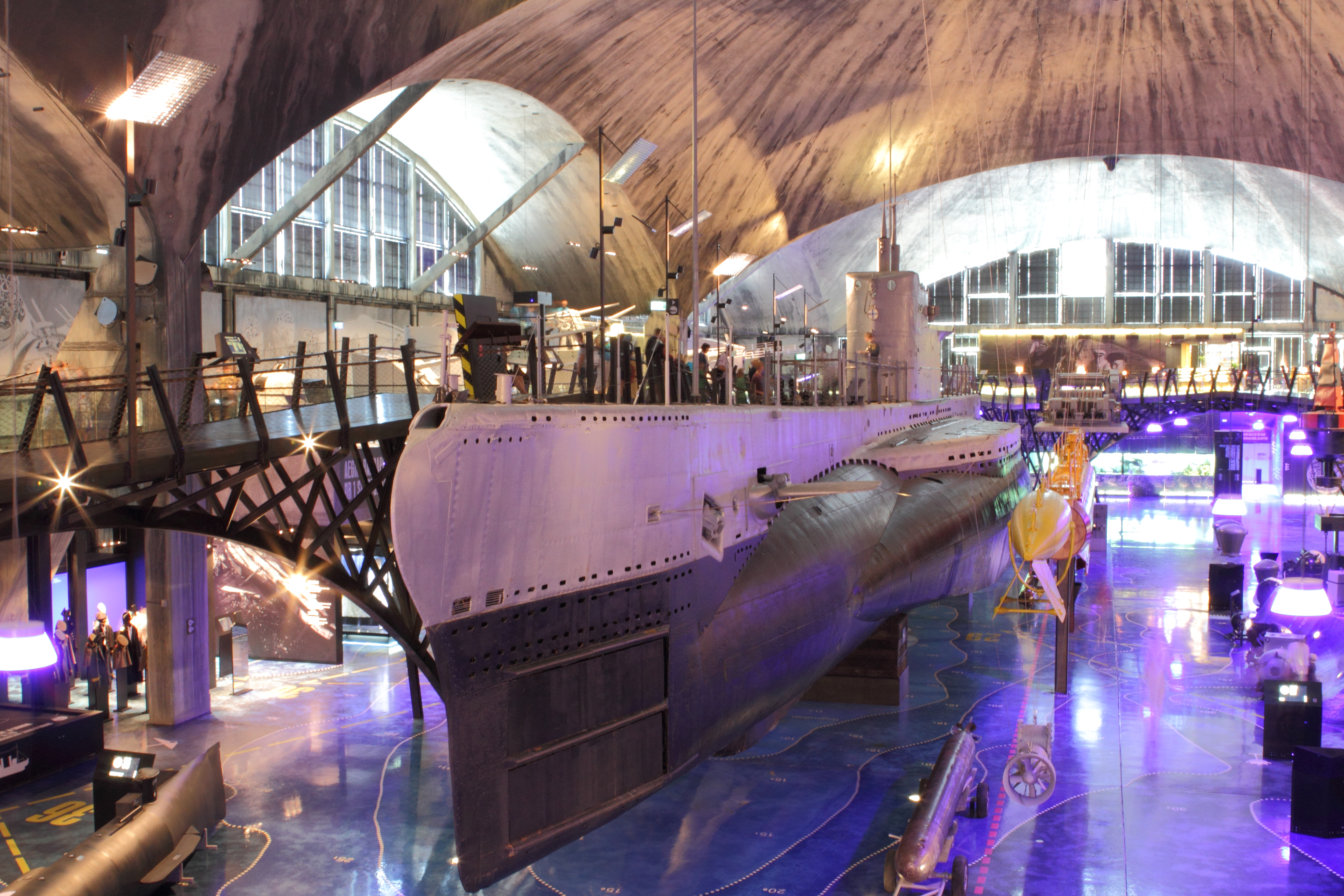
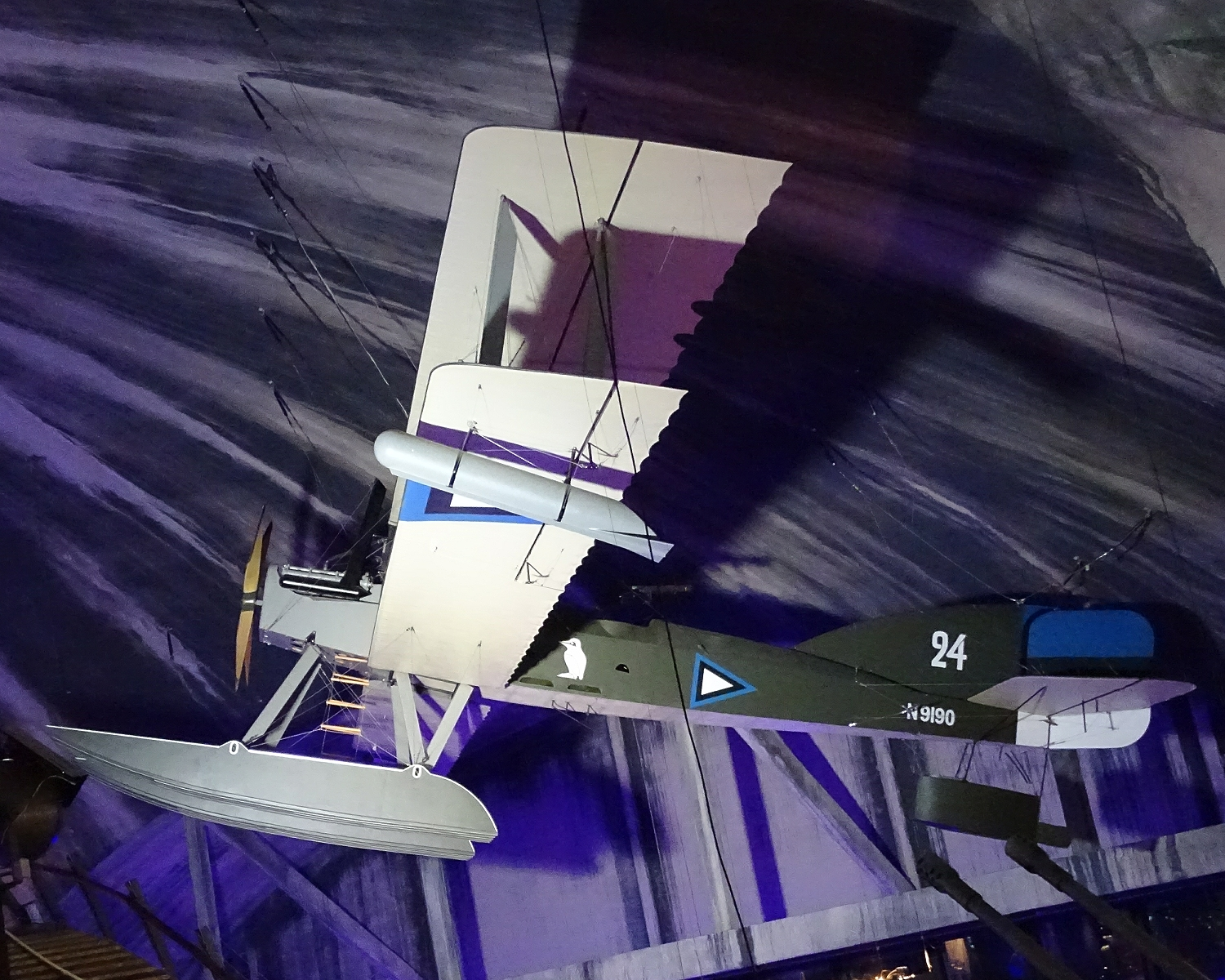
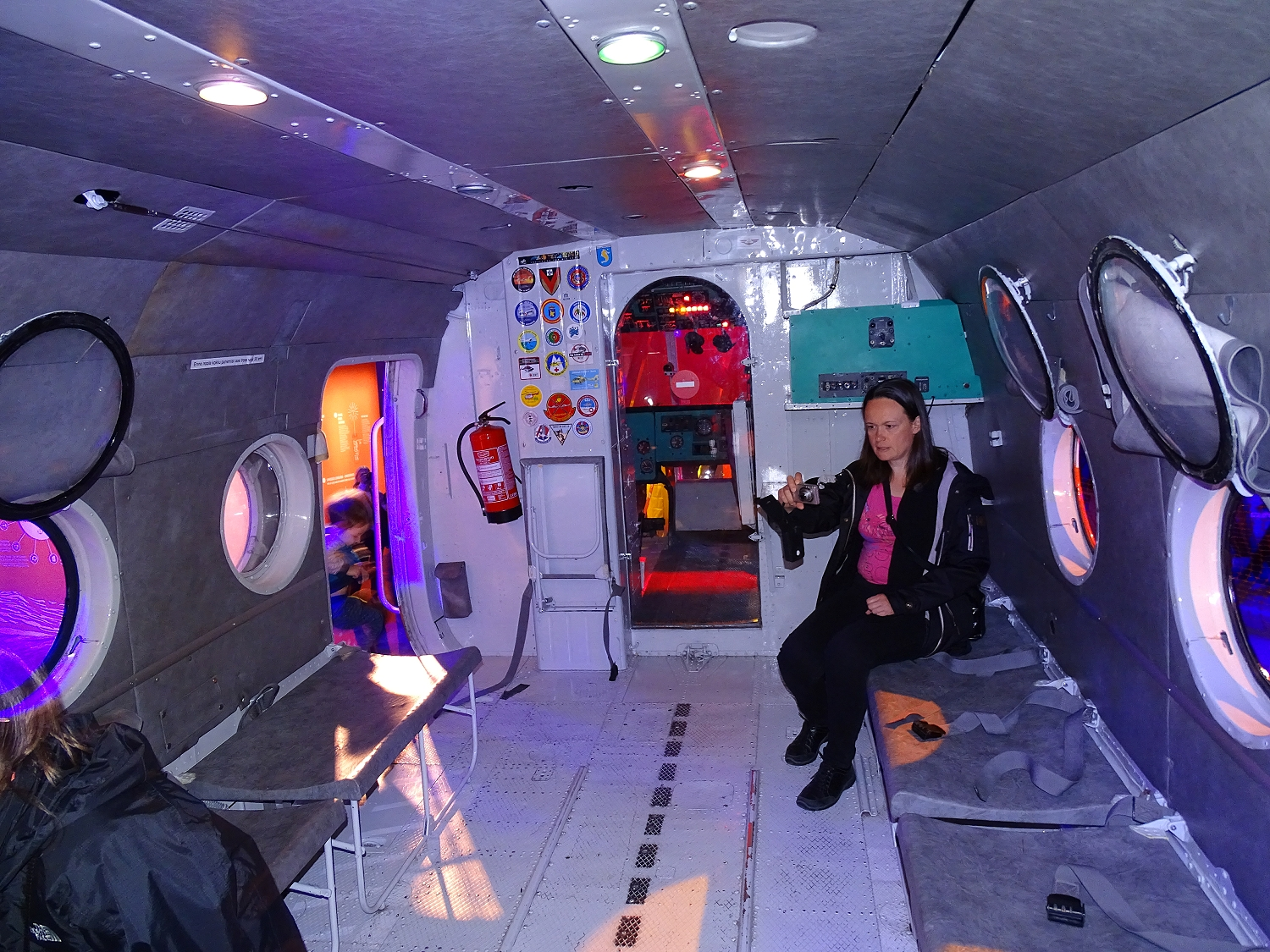

## Galerie extérieure

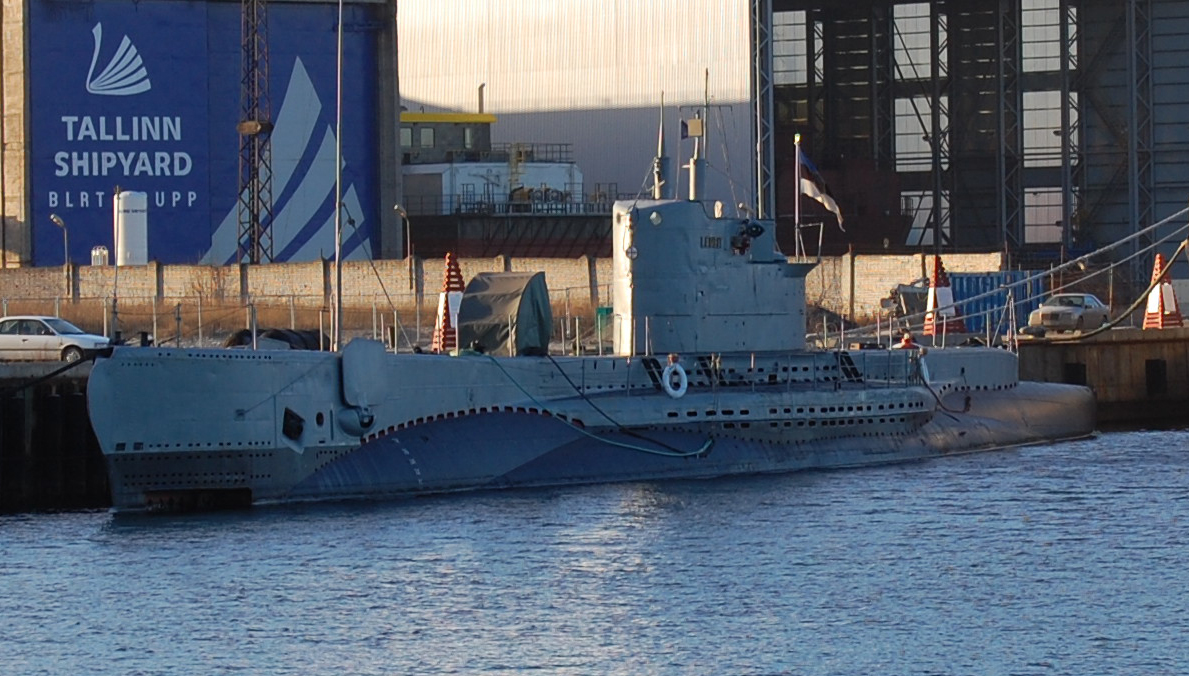
EML Lembit.
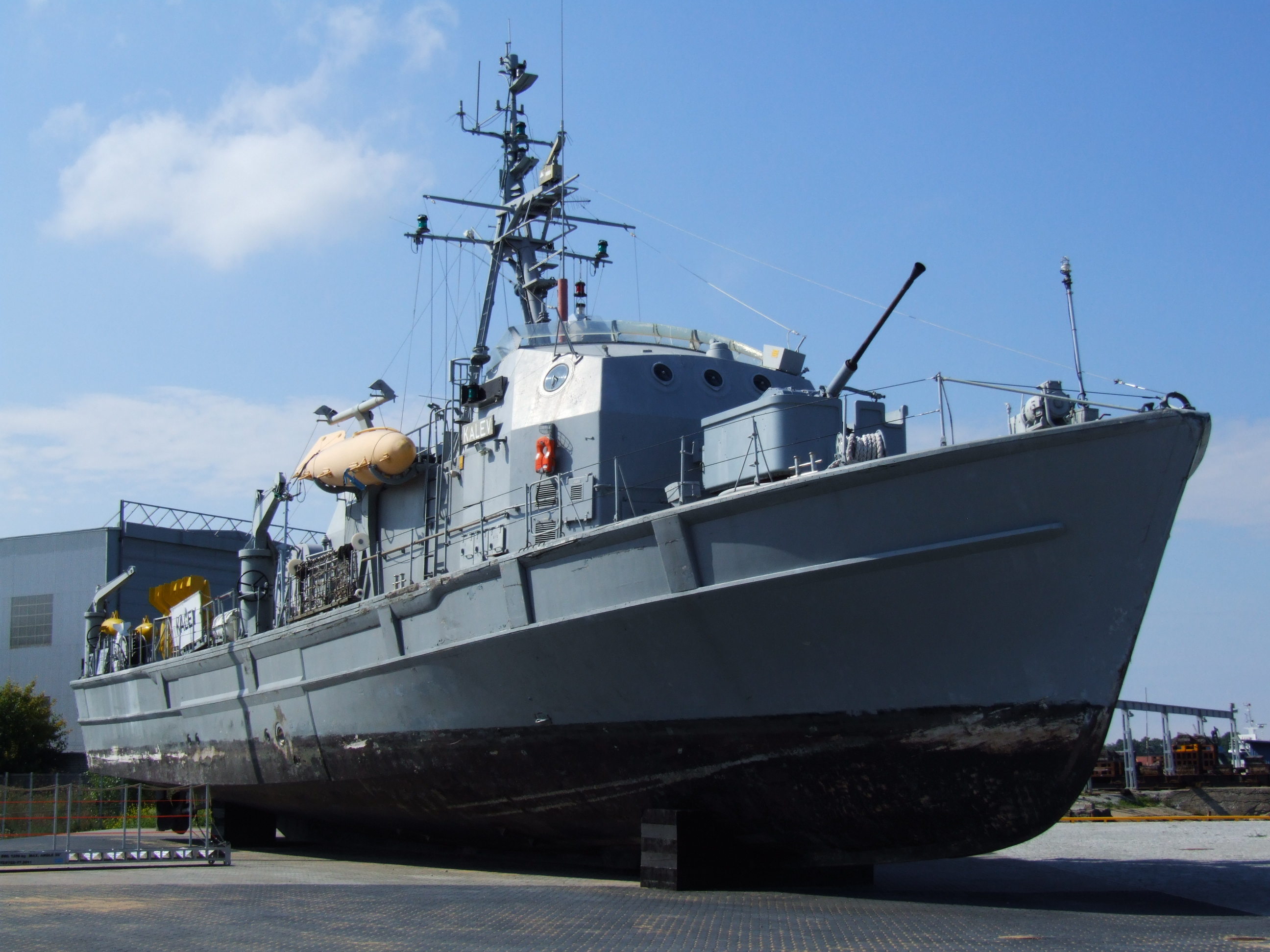
EML Kalev.
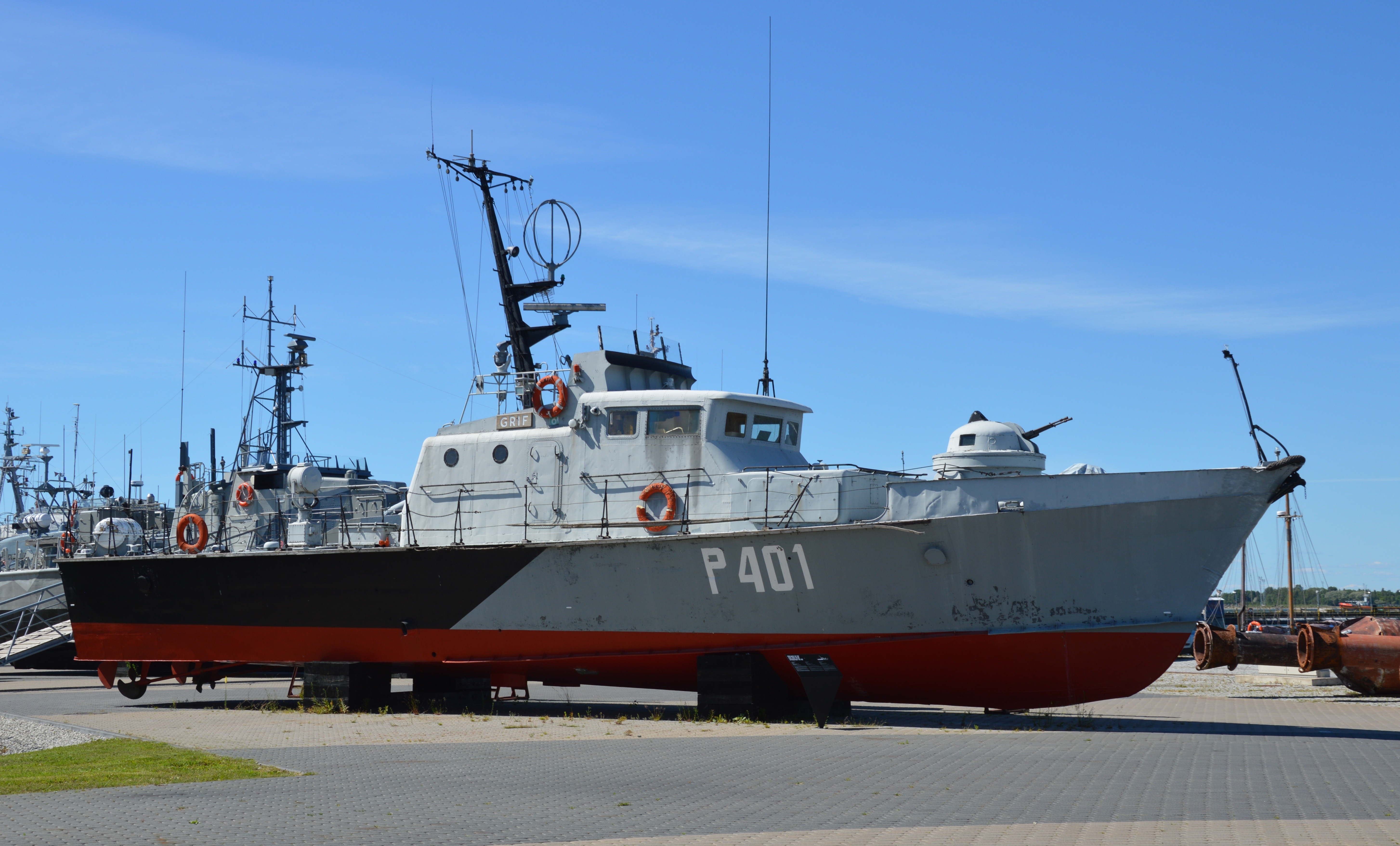
EML Grif.
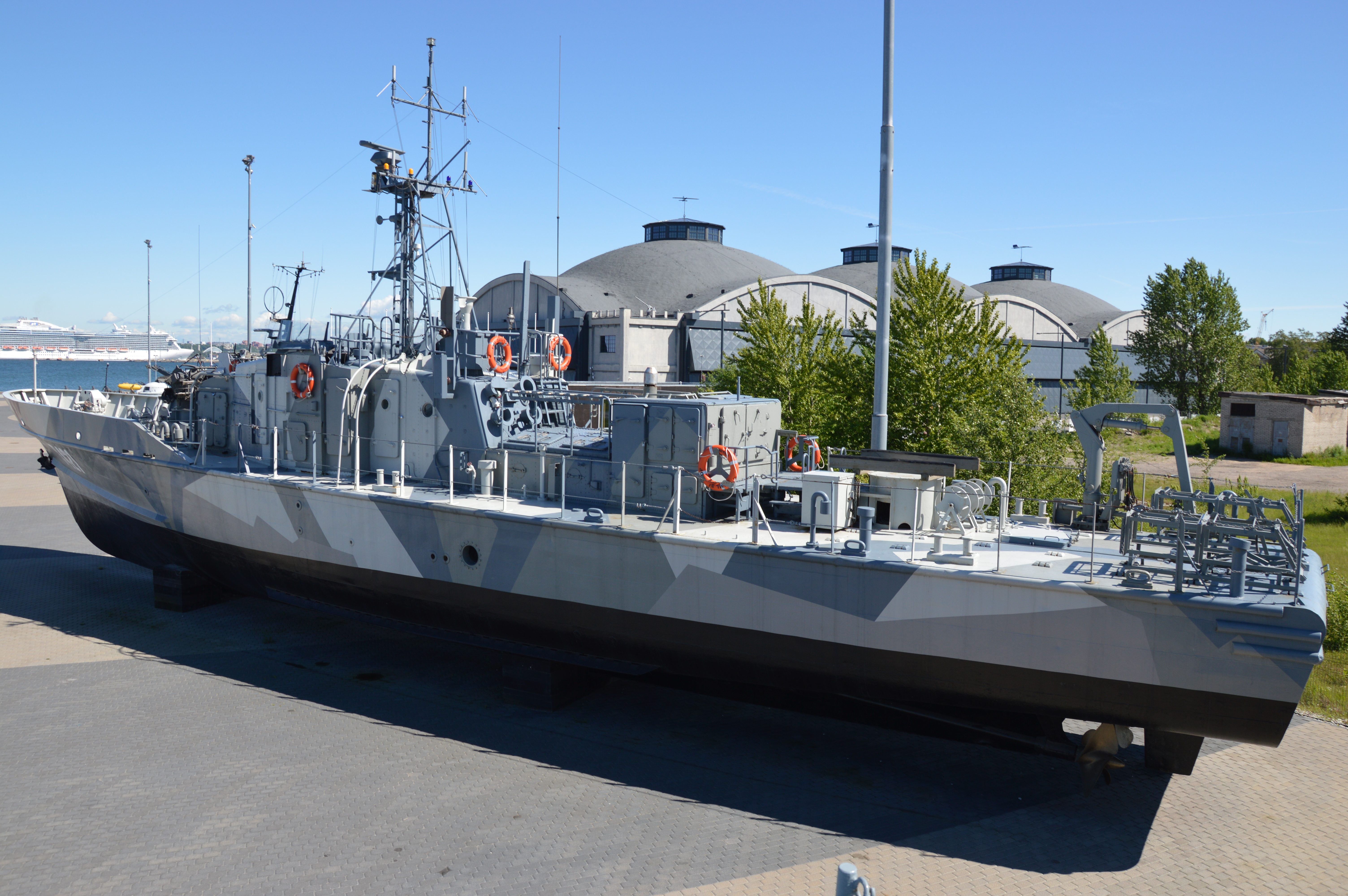
EML Suurop.
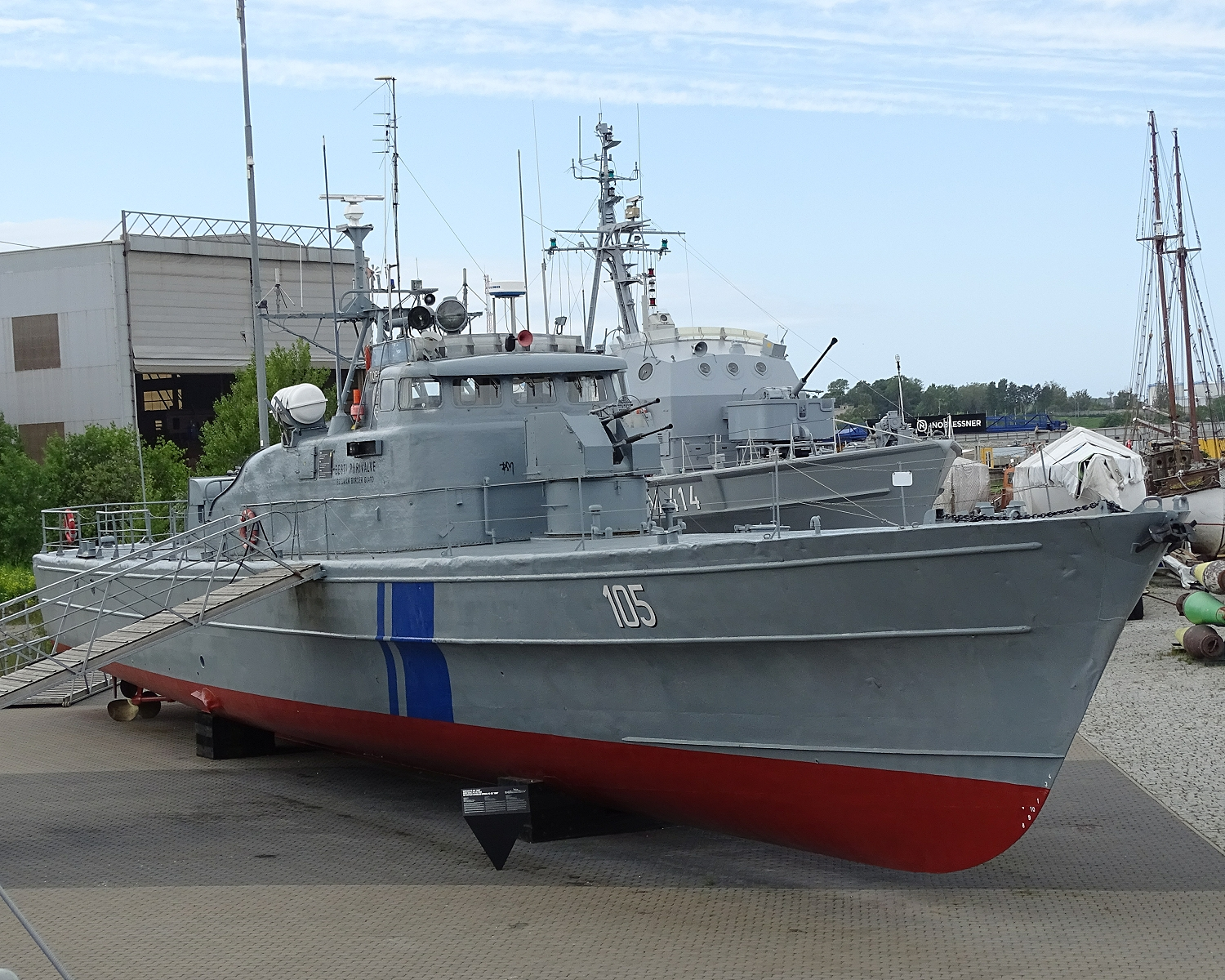
PVL 105 Torm.